# Rosttofsad todityrann
Rosttofsad todityrann (Lophotriccus pileatus) är en fågel i familjen tyranner inom ordningen tättingar.

## Utseende och läte
Rosttofsad todityrann är en mycket liten och knubbig fågel. Tydligaste karaktärerna är ljusa ögon och roströd hjässa med svarta fläckar som den kan resa till den tofs. I övrigt är den anspråkslös i färgerna, överlag olivbrun med diffust streckad vitaktig buk och subtilt ljusare vingband. Bland lätena hörs pipande toner och en kort, insektsliknande drill.

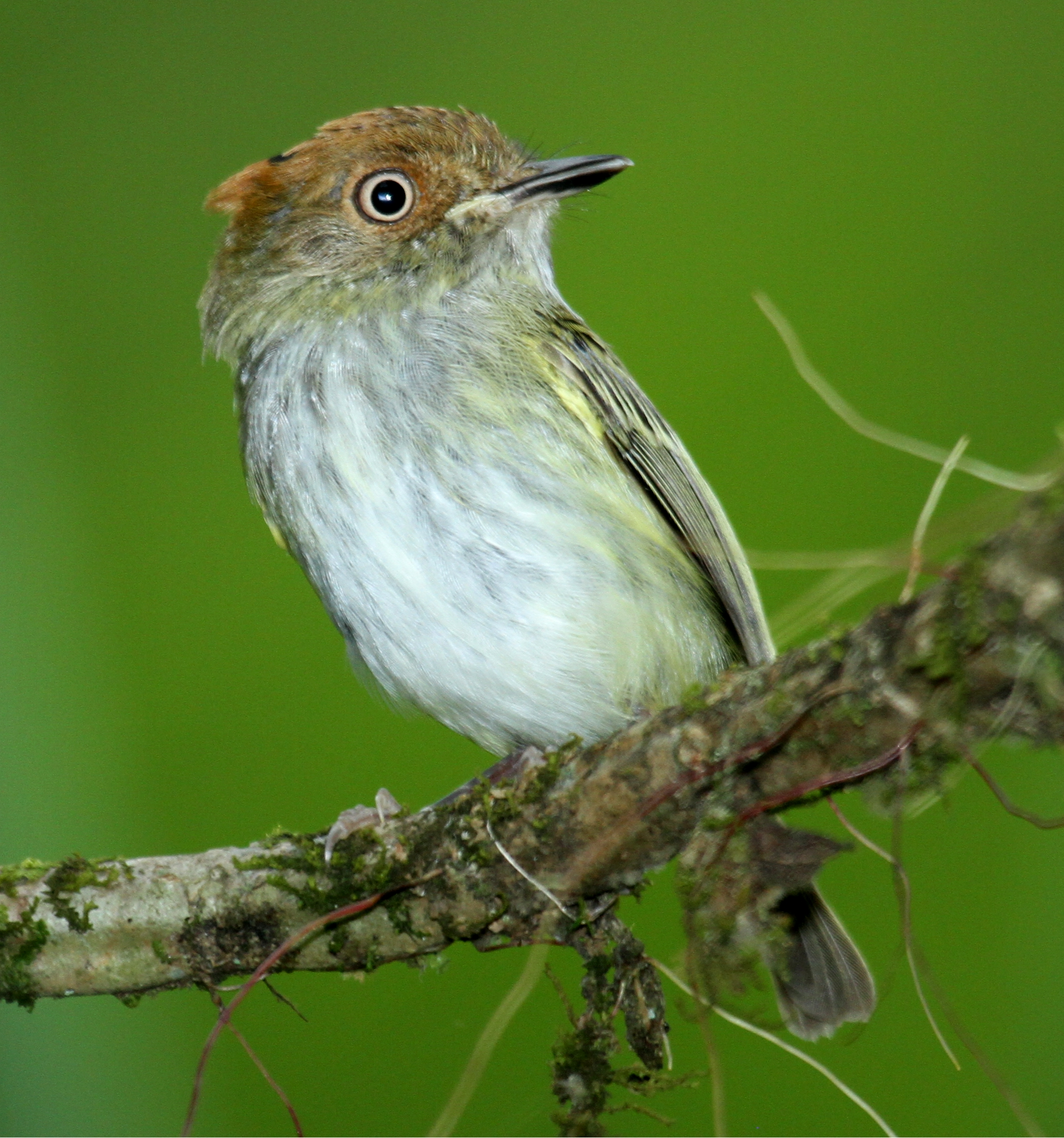

## Utbredning och systematik
Rosttofsad todityrann delas in i fem underarter med följande utbredning :
- Lophotriccus pileatus luteiventris – högländer från Costa Rica till östra Panama (Darién)
- Lophotriccus pileatus santaeluciae – Sierra de Perijá på gränsen mellan Colombia och Venezuela samt norra Venezuela från västra Zulia österut till nordvästra Anzoátegui och söderut till Táchira
- Lophotriccus pileatus squamaecrista – Anderna i Colombia söderut genom förberg och lågländer i västra Ecuador till nordvästligaste Peru (Tumbes)
- Lophotriccus pileatus pileatus – Anderna i östra Ecuador och Peru (söderut till norra Cusco)
- Lophotriccus pileatus hypochlorus – Anderna i sydöstra Peru (Cusco och Puno)

### Familjetillhörighet
Arten placeras traditionellt i familjen tyranner. DNA-studier visar dock att Tyrannidae består av fem klader som skildes åt redan under oligocen, pekar på att de skildes åt redan under oligocen, varför vissa auktoriteter behandlar dem som egna familjer. Rosttofsad todityrann med släktingar placeras då i Pipromorphidae.

## Levnadssätt
Rosttofsad todityrann hittas i skogsbryn, ungskog och ibland även inne i skog. Där rör den sig aktivt, enstaka eller i par.

## Status och hot
Arten har ett stort utbredningsområde, men tros minska i antal, dock inte tillräckligt kraftigt för att den ska betraktas som hotad. Internationella naturvårdsunionen IUCN listar arten som livskraftig (LC). Beståndet uppskattas till i storleksordningen en halv miljon till fem miljoner vuxna individer.